# Marie Taglioni

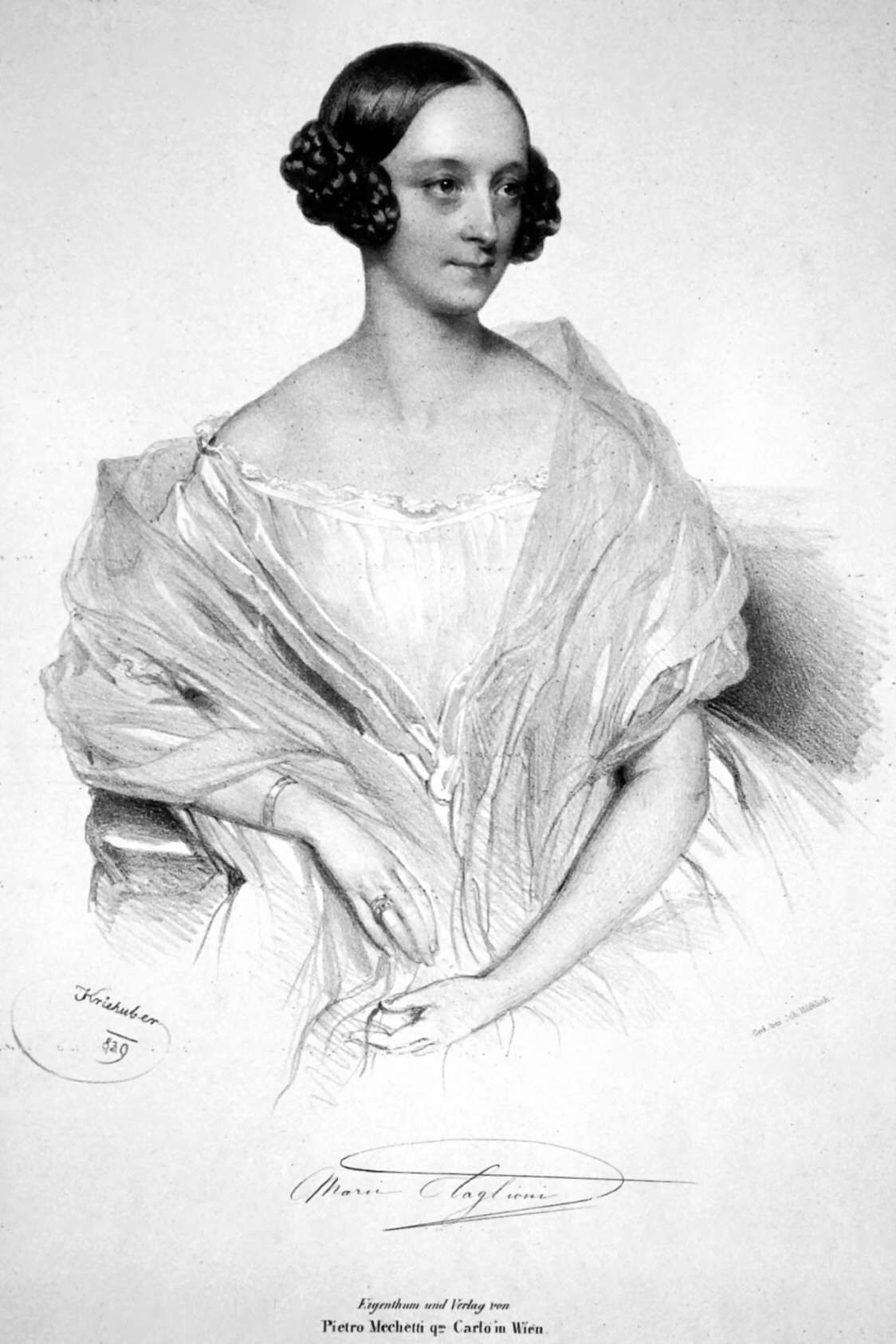
Marie Taglioni, Lithografie von Joseph Kriehuber, ca. 1839

Marie Taglioni, eigentlich Mariana Sophie Taglioni (* 23. April 1804 in Stockholm; † 22. April 1884 in Marseille), war eine italienisch-schwedische Ballerina und Pädagogin. Sie gilt als erste Meisterin des Spitzentanzes, war der erste „Star“ des romantischen Balletts und bereits zu Lebzeiten ein Mythos.
Um sie von ihrer gleichnamigen Nichte zu unterscheiden, wird sie auch Marie Taglioni die Ältere genannt.

## Leben
Sie gehörte zu einer bekannten Dynastie von Tänzern und Choreografen, zu denen unter anderen ihr Großvater Carlo Taglioni, ihr Onkel Salvatore, ihre Cousine Louise, ihr Vater Filippo Taglioni, ihr Bruder Paul und ihre Nichte Marie Taglioni die Jüngere gehörten.
Marie Taglionis Mutter, Hedvig Sophia Karsten (1783–1862), war Tochter eines schwedischen Opernsängers.

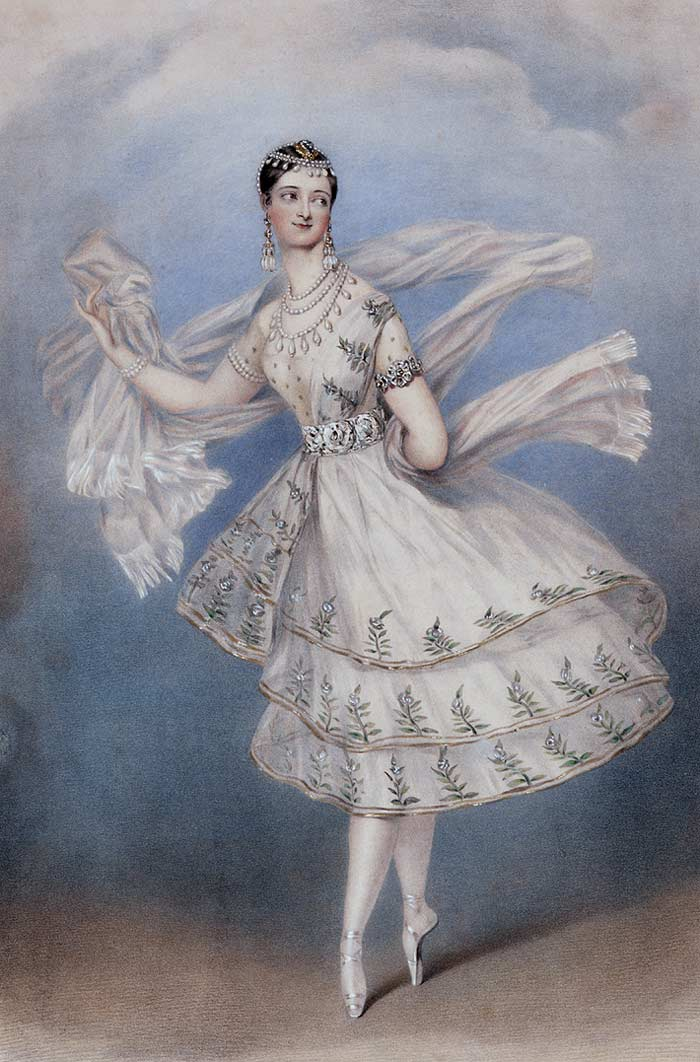
Marie Taglioni in Le Dieu et la Bayadère, 1830

Marie wurde in Stockholm geboren und wuchs in Kassel und Paris auf. Ihre Ausbildung erhielt sie in Paris bei Jean-François Coulon, dem Lehrer ihres Vaters. Unter der Aufsicht ihres Vaters Filippo, der sie in gewisser Weise zu einem lebenden „Werkzeug“ und zur Muse seiner choreografischen Fantasien machte, musste sie sich einem für die damalige Zeit harten Regiment von technischen Übungen unterziehen. Als Filippo zwischen 1819 und 1824 in Wien engagiert war, ließ er sie am 10. Juni 1822 als Nymphe Delia in seinem Anacreontischen Divertissement am Kärntnertortheater debütieren. Später tanzte sie in München und von 1825 bis 1827 in Stuttgart.
Am 23. Juli 1827 hatte sie ihr Debüt an der Pariser Oper in einem von Filippo geschaffenen Pas de deux im Ballett Le sicilien, ou L’Amour peintre (nach Molière) von Anatole Petit. Triumphe feierte sie in der für sie geschaffenen Rolle als Bajadere im Opéra-Ballet Le Dieu et la Bayadère von Scribe und Auber und im berühmten „Nonnenballett“ in Meyerbeers Oper Robert le Diable (1831). Ihr von ihrem Vater für sie erfundener innovativer Tanzstil betonte ihre scheinbar körperlose Leichtigkeit und ihr ätherisches, graziles Wesen – hinter der sich in Wahrheit durch eisernes Training erworbene Kraft und außergewöhnliche Balance verbargen – und wurde von den Zeitgenossen unendlich bewundert.
Ihr Londoner Debüt hatte sie 1829; im selben Jahr schrieb der Komponist Hector Berlioz (in Paris):

„Mademoiselle Taglioni ist keine Tänzerin, sie ist ein Geist der Luft, sie ist Ariel in Person, eine Tochter des Himmels.“

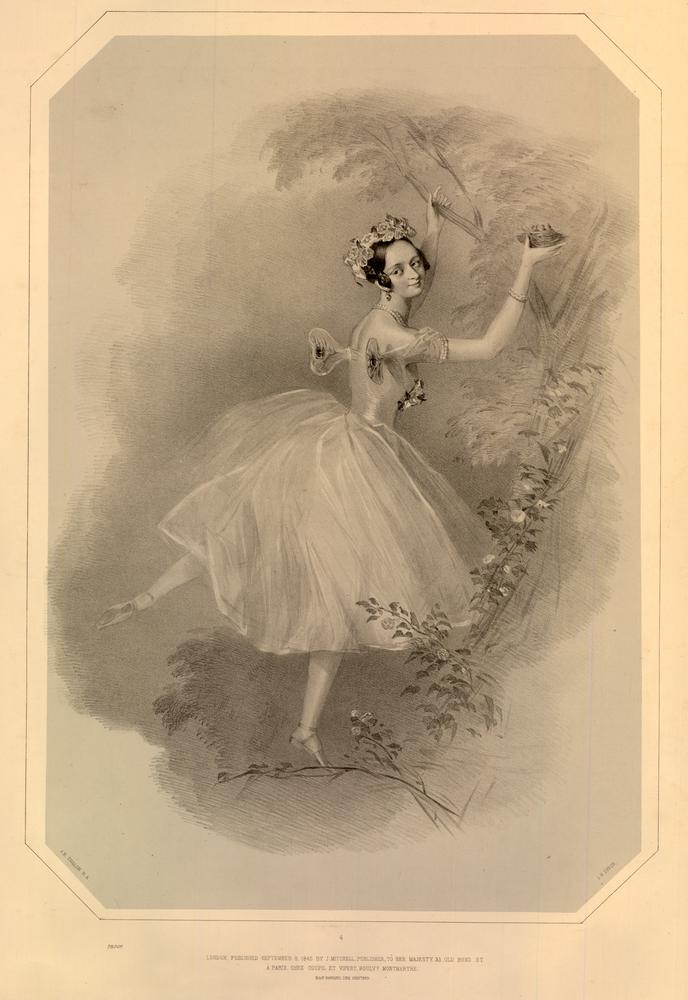
Marie Taglioni in La Sylphide (1845)

In die Annalen der Ballettgeschichte ging sie endgültig ein, als sie 1832 an der Pariser Oper – und kurz danach auch im Covent Garden in London – im Ballett La Sylphide von Jean Schneitzhoeffer als ätherisches, fragiles Geistwesen Furore machte. Ihr Vater hatte ihr dabei eine Choreografie ersonnen, bei der sie zu großen Teilen scheinbar schwerelos auf Spitzen über die Bühne schwebte oder in arabesque auf einem Fuß stand, was man bis dahin noch nie so gesehen hatte. La Sylphide gilt als der eigentliche Beginn des romantischen Balletts, und Taglionis Interpretation brachte ihr zu Lebzeiten eine Verehrung, ja Vergötterung und dauerhaften Nachruhm ein.
Dabei lag die Faszination ihres Tanzes nicht nur in kalter technischer Perfektion, sondern in besonderer Poesie und Anmut. Der Dichter und Ballettomane Théophile Gautier bezeichnete Marie Taglioni beispielsweise als:

„„...eine(r) der größten Poeten unserer Epoche; (...) sie ist keine Tänzerin, sondern der Tanz selber.““

Außerdem galt die Taglioni als Verkörperung von Reinheit, Unschuld und Keuschheit, im Kontrast zur irdischer anmutenden Sinnlichkeit von Tänzerinnen wie Lise Noblet oder insbesondere Fanny Elßler, die vor allem an der Pariser Oper als Gegenbild zu ihr herausgestellt wurden.
Am 18. September 1832 heiratete Taglioni in London Jean-Pierre-Victor-Alfred Gilbert de Voisins (1800–1863), mit dem sie zwei Kinder hatte: Marie (1836–1901, verh. mit Alexander Troubetzkoy, 1813–1889) sowie Georges-Philippe (1843–1893, verh. mit Sozonga Ralli, gest. 1906 in Paris). Ihr Mann soll jedoch ein Verschwender gewesen sein, der ihr Geld regelrecht „zum Fenster hinauswarf“; sie ließ sich 1844 von ihm scheiden.
Marie Taglioni tanzte auch weiterhin die Hauptrollen in allen Balletten ihres Vaters, denen sie damit zum Erfolg verhalf, darunter La fille du Danube („Die Donau-Tochter“; 1836), La gitana („Die Zigeunerin“; 1838), L’ombre („Der Schatten“; 1839), Satanella (1842) und La Péri (1843).
Zwischen 1837 und 1842 trat sie jeden Winter in Sankt Petersburg auf und machte während dieser Zeit außerdem Tourneen nach Wien (1839–40), Warschau (1840), Stockholm (1841) und London (1839–45). Die Taglioni wurde schnell zum Ideal und Vorbild für jüngere Tänzerinnen, die zwar ihre Rollen übernahmen, ohne ihr jedoch ihre allgemein anerkannte führende Position streitig machen zu können. Dies spiegelte sich selbst in Jules Perrots Choreografie des 1845 in London uraufgeführten Divertissements Pas de quatre (zur Musik von Pugni), wo Taglioni an der Spitze von drei anderen führenden Ballerinen – Fanny Cerrito, Carlotta Grisi und Lucile Grahn – tanzte; 1846 folgte ein ähnlicher Pas des Déesses („Tanz der Göttinnen“) mit Taglioni, Cerrito und Grahn.

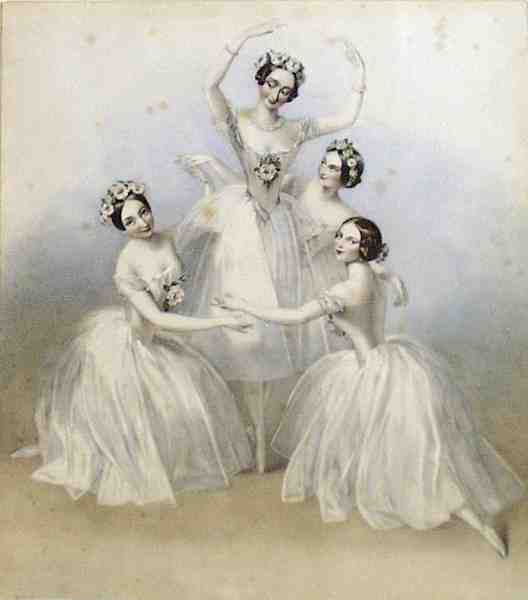
Taglioni (in der Mitte stehend en pointe) im Pas de quatre mit Carlotta Grisi, Lucile Grahn und Fanny Cerrito, 1845

Von 1841 bis 1846 führten sie weitere Kunstreisen an italienische Theater in Mailand, Triest, Vicenza, Bologna und Rom, und sie wurde dort als „wahrer Stern des italischen Tanzes“ und als „Königin des Tanzes“ gefeiert.
Ihre Karriere neigte sich jedoch dem Ende zu; ihren letzten Auftritt hatte die Taglioni am 21. August 1847 in London in dem Ballett Le jugement de Pâris („Das Urteil des Paris“) von Jules Perrot und Cesare Pugni.
Danach zog sie sich zunächst nach Blevio am Comer See zurück, bevor sie von 1858 bis 1870 in Paris als Pädagogin an der Ballettschule der Pariser Oper arbeitete. Dort schuf sie 1860 die Choreografie zu Jacques Offenbachs Ballett Le Papillon für die von ihr protegierte Tänzerin Emma Livry. Ein weiteres Ballett von Taglioni namens Zara (mit Libretto von Charles Nuitter) wurde wegen des tragischen Todes der Livry nicht aufgeführt.
Von 1871 bis 1880 lebte Marie Taglioni in London und gab weiterhin Ballettunterricht.  Ihre letzten Lebensjahre verbrachte sie bei ihrem Sohn in Marseille, wo sie am 22. April 1884 starb.
Ihr Bruder Paul Taglioni war ebenfalls ein berühmter Tänzer sowie Ballettmeister der königlichen Balletttruppe in Berlin.
Die Marie Taglioni-Polka von Johann Strauß Sohn ist nicht Marie Taglioni der Älteren gewidmet, sondern ihrer Nichte Marie Taglioni der Jüngeren (1833–1891).

## Rezeption
Im Tafelservice berühmter Frauen von Vanessa Bell und Duncan Grant von 1934 ist ihr ein Teller gewidmet.

### Bilder

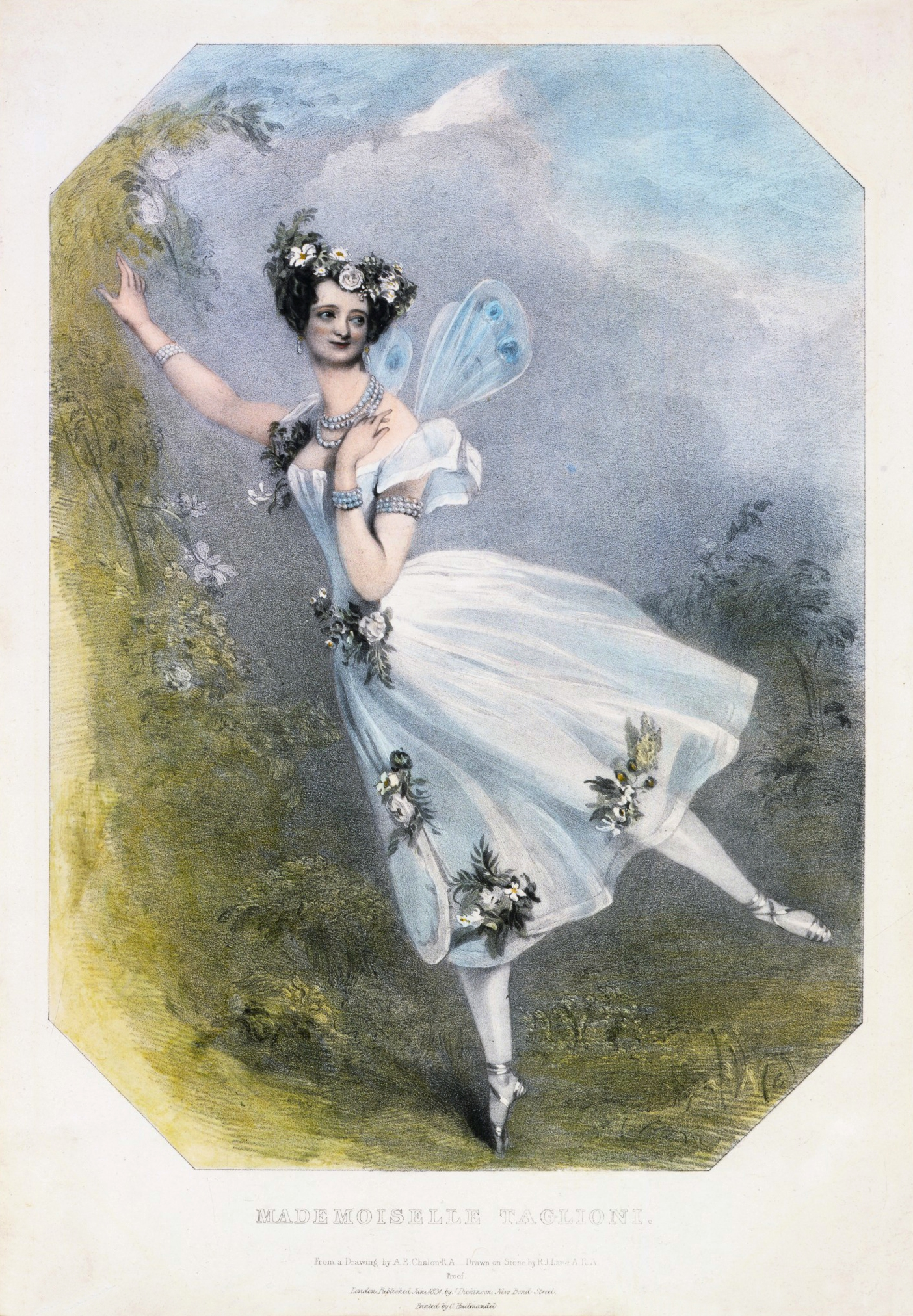
Marie Taglioni in Zéphire et Flore, 1831
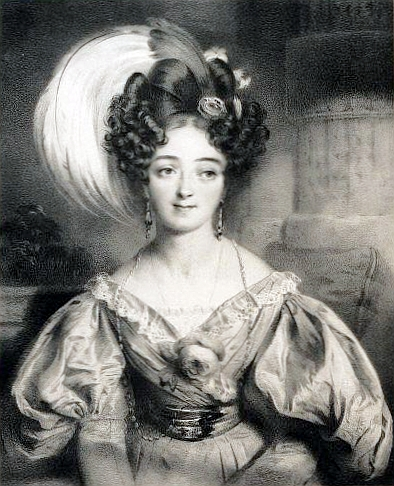
Porträt von Marie Taglioni, ca. 1827–1832
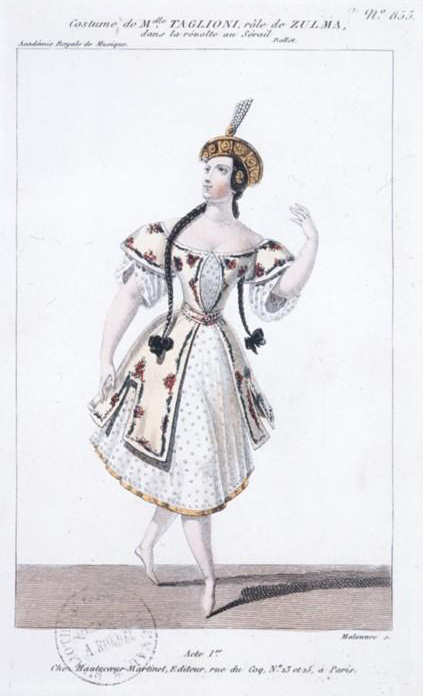
Taglioni als Zulma in La révolte au sérail, 1833
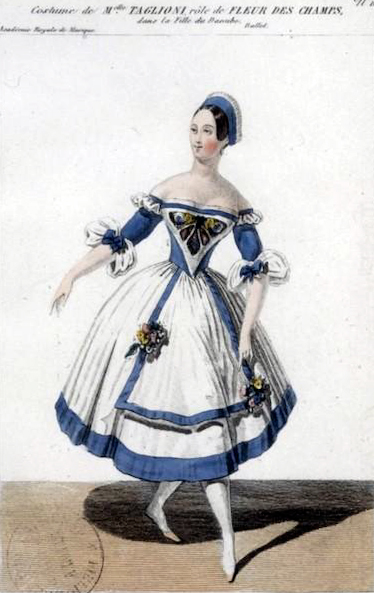
Kostümentwurf für Taglioni in La fille du Danube, 1836
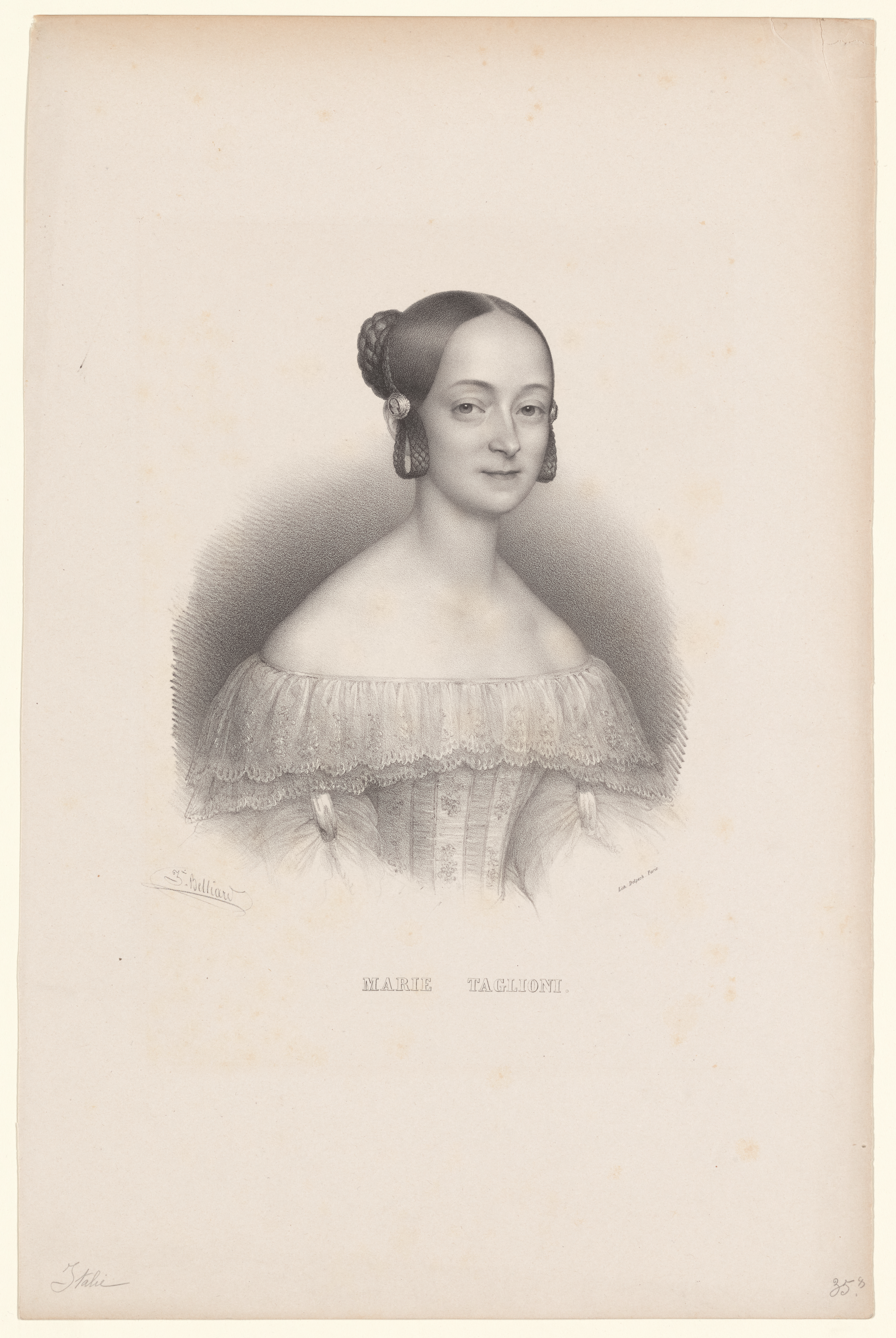
Porträt von Marie Taglioni, ca. 1835–1839, Lithografie von Belliard
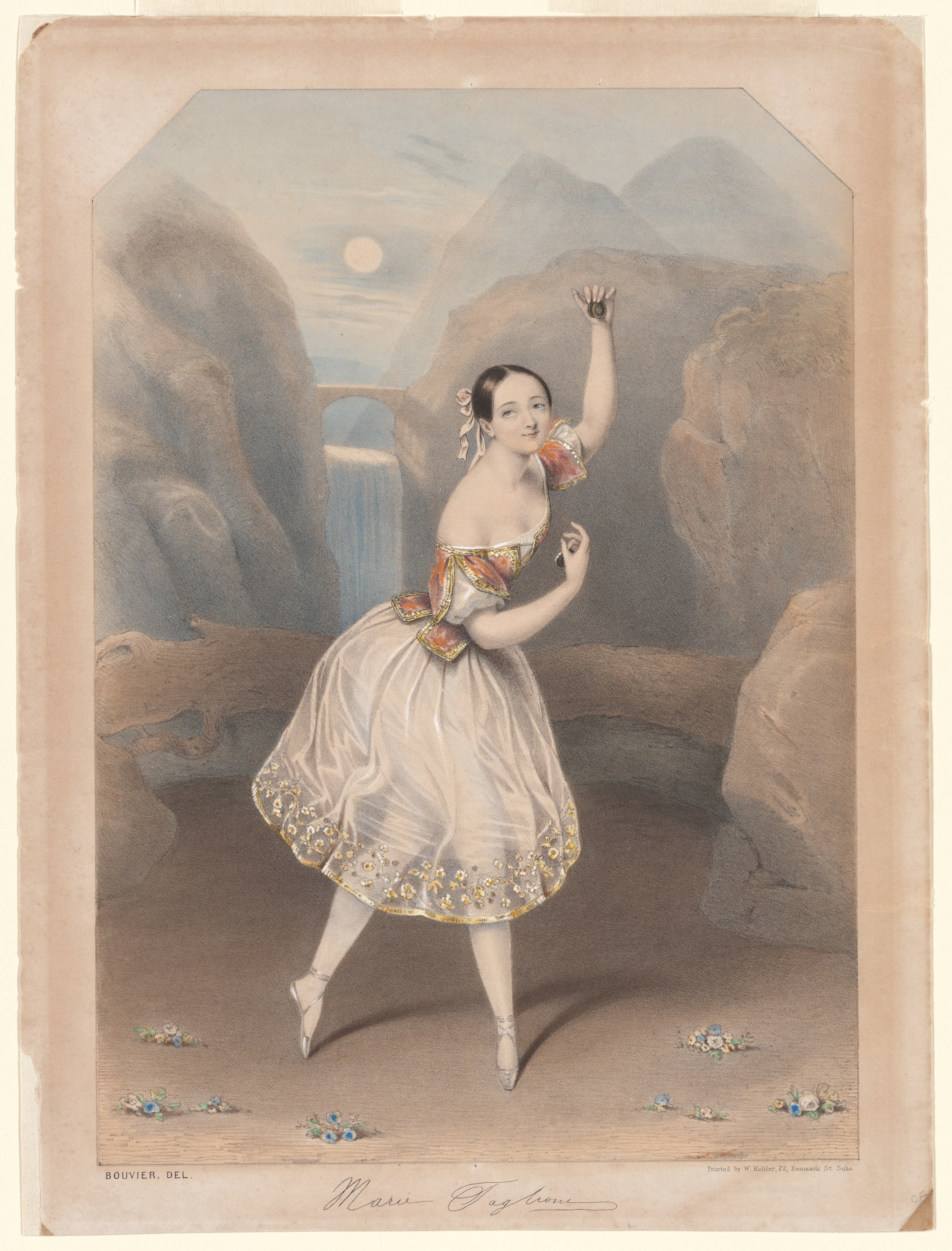
Taglioni in La Gitana, 1839
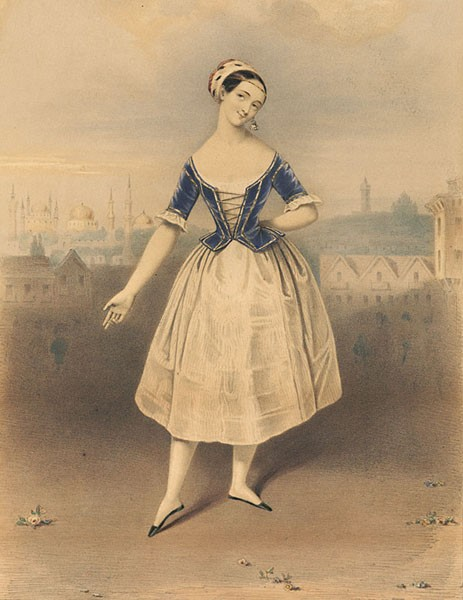
Taglioni in La Gitana, 1839

### Lexikon-Artikel
- Elena Cervellati: Taglioni. In: Raffaele Romanelli (Hrsg.): Dizionario Biografico degli Italiani (DBI). Band 94: Stampa–Tarantelli. Istituto della Enciclopedia Italiana, Rom 2019.
- Thomas Seccombe: Taglioni, Marie, in: Dictionary of National Biography, Volume 55, 1885–1900 (teilweise fehlerhafte Informationen; englisch; Abruf am 3. Februar 2021)
- Constantin von Wurzbach: Taglioni, Marie. In: Biographisches Lexikon des Kaiserthums Oesterreich. 43. Theil. Kaiserlich-königliche Hof- und Staatsdruckerei, Wien 1881, S. 17–21 (Digitalisat).

### Fachliteratur
- Marie Taglioni: Souvenirs. Le manuscrit inédit de la grande danseuse romantique, édition établie, présentée et annotée par Bruno Ligore, Gremese, 2017.
- Madison U. Sowell, Debra H. Sowell, Francesca Falcone, Patrizia Veroli: Icônes du ballet romantique. Marie Taglioni et sa famille, Gremese, 2016.
- Ernst Probst: Königinnen des Tanzes. Mainz-Kostheim, 2001
- Edwin Binney: Longing for the ideal : images of Marie Taglioni in the romantic ballet : a centenary exhibition (Ausstellungskatalog), Harvard Theatre Collection/Harvard College Library, Cambridge (Massachusetts), 1984
- André Levinson: Marie Taglioni (1804-1884). Dance Books, London, 1977[14]
- Lorna Hill: La Sylphide: the life of Marie Taglioni. Evans Bros., London, 1967
- Léandre Vaillat: La Taglioni; ou, La vie d'une danseuse. A. Michel, Paris, 1942